# Elizabeth Ferris
Elizabeth Anne Esther "Liz" Ferris, född 19 november 1940 i Bridgwater, död 12 april 2012 i London, var en brittisk simhoppare.
Ferris blev olympisk bronsmedaljör i svikthopp vid sommarspelen 1960 i Rom.